# Dagobert D. Runes
Dagobert David Runes (Zastavna, 6 gennaio 1902 – New York, 24 settembre 1982) è stato un filosofo, curatore editoriale ed erudito austro-ungarico naturalizzato statunitense.

## Biografia
Nato in una località della Bucovina, appartenente all'epoca all'Austria-Ungheria e attualmente all'Ucraina, in una famiglia di religione israelita, studiò filosofia all'Università di Vienna dove ottenne un dottorato nel 1924. Emigrò negli Stati Uniti nel 1926 insieme alla moglie Mary. Si risposò a New York nel 1929 con la stessa donna con la quale rimase sposato fino alla morte di lei; ebbero due figli: Regeen e Richard.
Dagobert Runes fu seguace dell'Empirismo logico. Negli Stati Uniti divenne direttore di riviste (The Modern Thinker e più tardi di Current Digest). Dal 1931 al 1934 è stato direttore dell'Institute for Advanced Education a New York. Nel 1941 fondò la Philosophical Library, una casa editrice che negli anni trenta fece conoscere numerosi intellettuali europei, soprattutto antifascisti e nemici di qualsiasi forma di razzismo. Runes fu amico di Albert Einstein, col quale mantenne a lungo scambi epistolari. Tradusse anche Zur Judenfrage (La questione ebraica) di Karl Marx. Runes è ricordato soprattutto per aver curato alcune opere di erudizione filosofica, alcune delle quali tradotte anche in lingua italiana (Dictionary of Philosophy, e Pictorial History of Philosophy).

## Opere (Selezione)
- Dictionary of Philosophy (a cura di), New York: The Philosophical Library, 1942.
- Jordan Lieder: Frühe Gedichte (in lingua tedesca), New York: The Philosophical Library, 1948.
- Letters to My Son, New York: The Philosophical Library, 1949.
- Letters to My Daughter, New York: The Philosophical Library, 1954.
- Spinoza Dictionary, New York:  The Philosophical Library, 1951.
- On the Nature of Man, New York:  The Philosophical Library, 1956.
- Treasury of Philosophy (a cura di), New York:  The Philosophical Library, 1955.
- Pictorial History of Philosophy (a cura di), New York:  The Philosophical Library, 1959.
- Dictionary of Thought (a cura di), New York:  Philosophical Library, 1959.
- The Art of Thinking, New York:  The Philosophical Library, 1961.
- A Treasury of World Science (a cura di), New York:  The Philosophical Library, 1962.
- Despotism: A Pictorial History of Tyranny, New York: The Philosophical Library
- The Disinterested and the Law, New York: The Philosophical Library, 1964.